# Edmond Aman-Jean

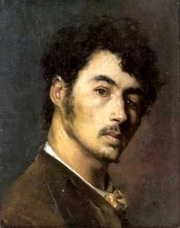
Edmond Aman-Jean, zelfportret

Edmond François Aman-Jean (Chevry-Cossigny, Seine-et-Marne 13 november 1858 – Parijs, 25 januari 1936) was een Frans kunstschilder. Hij wordt gerekend tot de stroming van het symbolisme.

## Leven en werk
Aman-Jean werd geboren op het platteland, net buiten Parijs. Hij studeerde kunst op de École des Beaux Arts, eerst onder Henri Lehmann en vervolgens onder Pierre Puvis de Chavannes. Later zou hij ook zelf een vooraanstaand kunstdocent worden en was hij onder andere leermeester van Theodor Pallady en Nicolae Tonitza.
Aman-Jean maakte naam als portretschilder, vooral van vrouwen. Ook maakte hij muurschilderingen in belangrijke gebouwen, zoals de Sorbonne. Hij was geïnteresseerd in de prerafaëlieten en Japanse kunst, en ontwikkelde van daaruit een eigen symbolistische stijl, met estheticistische elementen.
Amand-Jean werkte ook als lithograaf en posterontwerper.
Hij was nauw bevriend met vooraanstaande kunstenaars als Paul Verlaine en Georges Seurat. Met de laatste deelde hij in Parijs lange tijd een studio. Seurat noemde hem “een van de grootste portretschilders van de negentiende eeuw”. Zijn portrettekening van Aman-Jean uit 1883 was het eerste werk dat hij exposeerde in de Parijse salon.

## Galerij

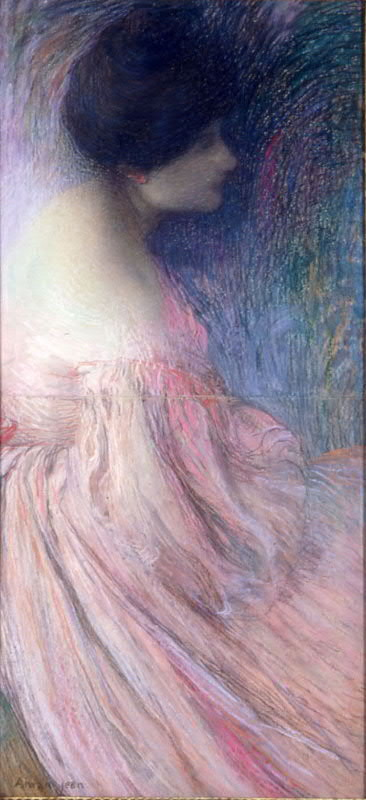
Femme en Robe Rose
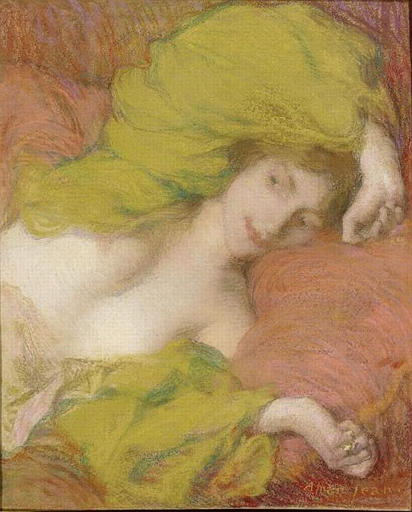
Dolce far Niente
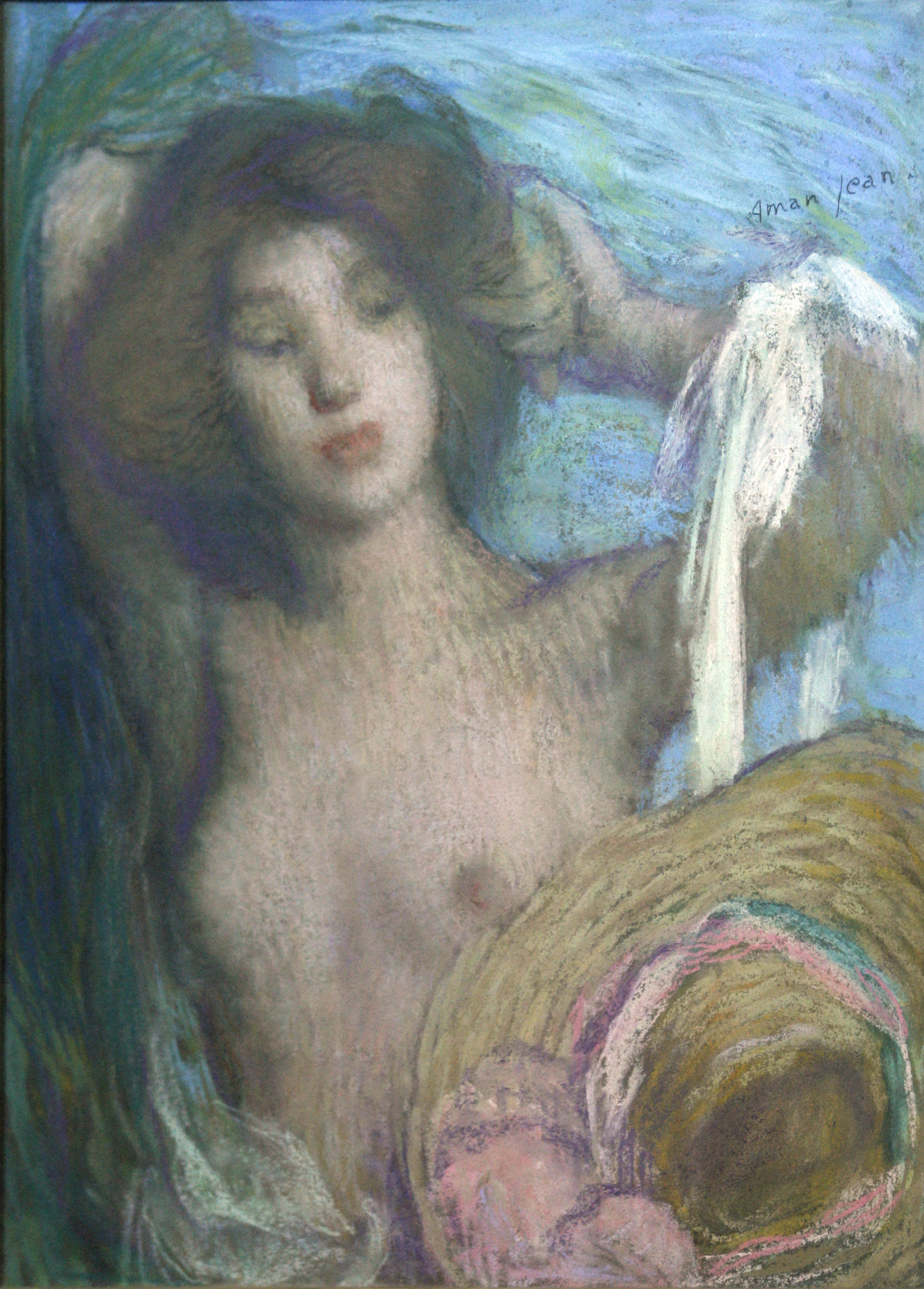
Reverie
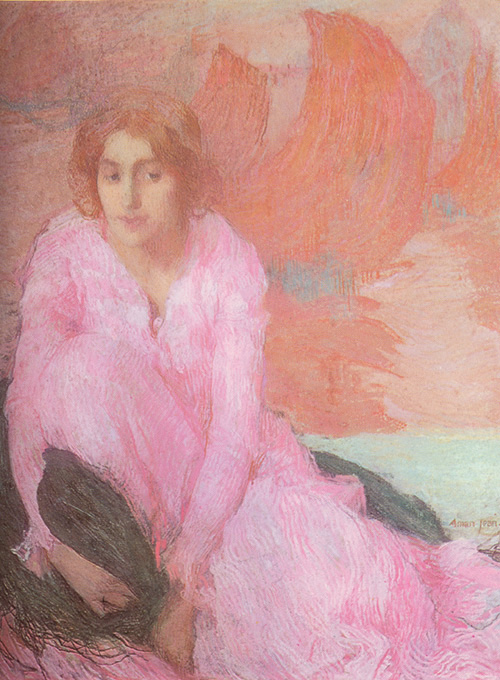
Dame en Rose
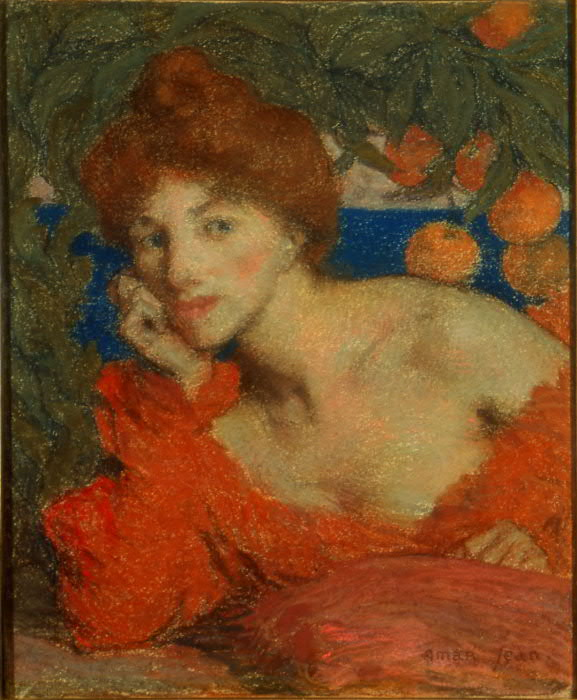
Sous les Orangers, femme à Amalfi
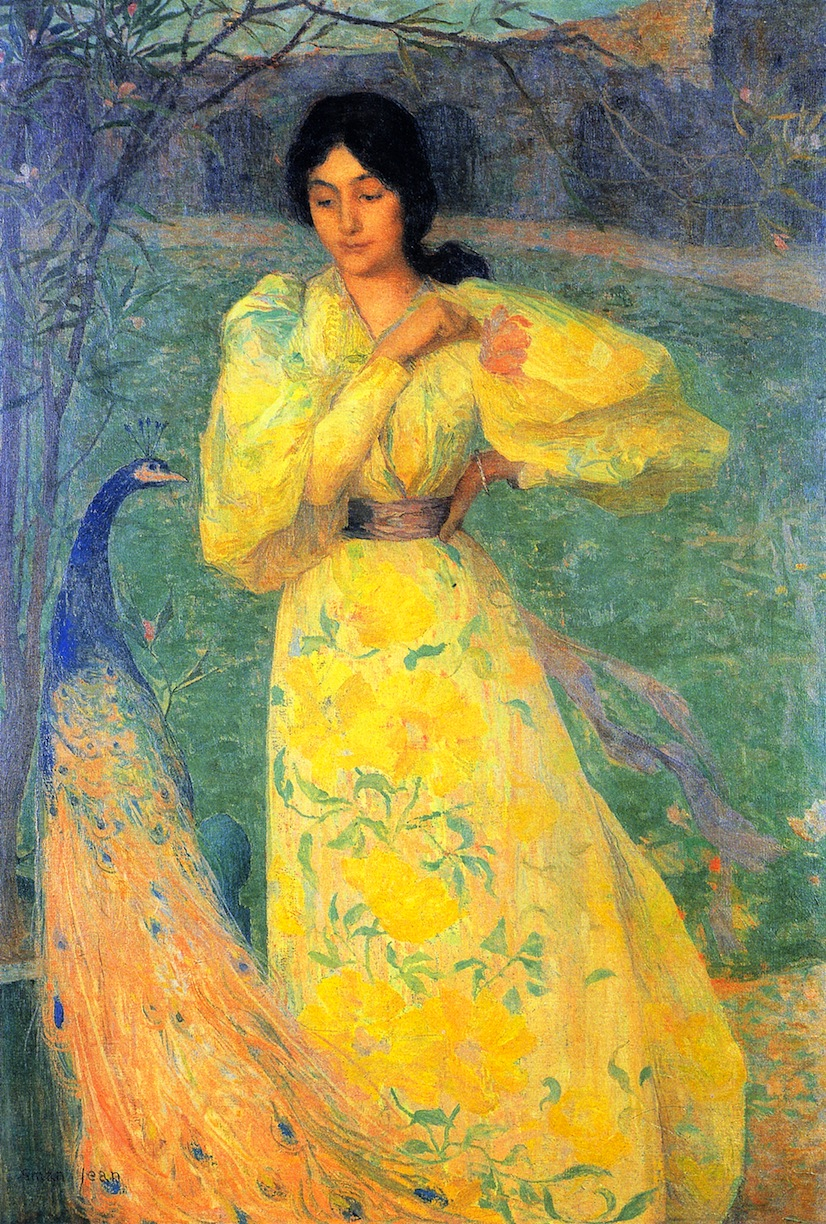
Donna con Pavone
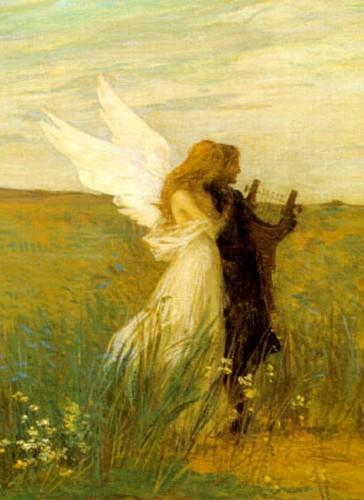
Hesiod Listening to the Inspiration of the Muse
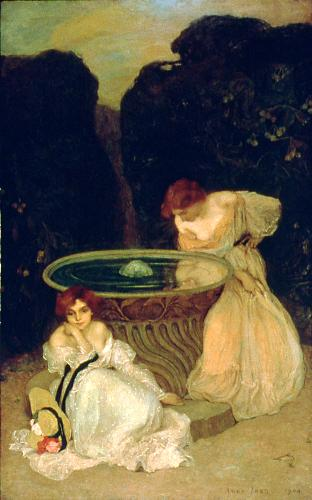
The Mirror in the Vase
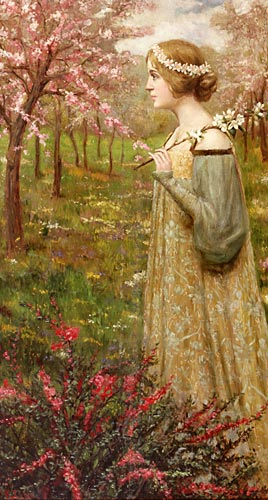
Printemps
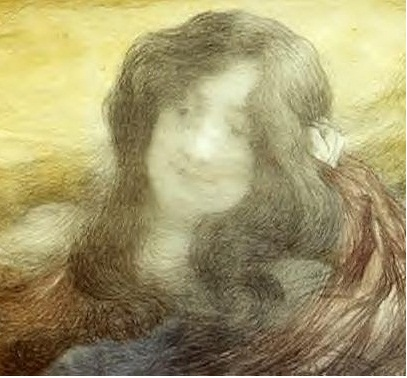
Sous les Fleurs

## Noot
1. ↑  Robert L. Herbert, Seurat: Drawings and Paintings, New Haven, CT, Yale University Press, 2001; pag. 29.

- Bibsys: 1592544501822
- Bibliothèque nationale de France: cb12154671s (data)
- Catàleg d'autoritats de noms i títols de Catalunya: 981058581282106706
- CiNii: DA17996912
- Gemeinsame Normdatei: 119203979
- International Standard Name Identifier: 0000 0001 1573 5307
- KulturNav: 41e64124-31e5-4364-b9a8-a42f62724564
- Library of Congress Control Number: nr88005924
- Base Léonore: 19800035/224/29504
- National Gallery of Victoria: 807
- Nationale Bibliotheek van Tsjechië: xx0265436
- Nationale bibliotheek van Australië: 35708125
- Nationale Bibliotheek van Israël: 987007288326105171
- Nederlandse Thesaurus van Auteursnamen: 132106183
- Réseau des bibliothèques de Suisse occidentale: 02-A002923033
- RKD-Nederlands Instituut voor Kunstgeschiedenis: 1444
- SNAC: w6697c2w
- Système universitaire de documentation: 032569610
- Trove: 1051710
- Union List of Artist Names: 500012380
- Virtual International Authority File: 68967704
- WorldCat: E39PBJgd7XBvDcbqQK3XqqFkDq